# Vera Vitali

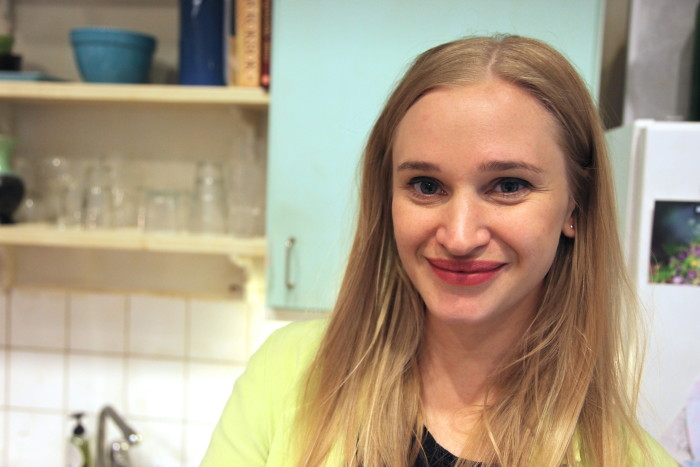
Vera Vitali (2013)

Anna Vera Vitali (* 3. Oktober 1981 in Stockholm) ist eine schwedische Schauspielerin.

## Leben und Karriere
Vera Vitali wurde 1981 in der schwedischen Hauptstadt Stockholm in eine Schauspielerfamilie hineingeboren. Ihre geschiedenen Eltern sind die Schauspieler Leon Vitali (1948–2022) und Kersti Vitali. Ihr Bruder Max Vitali ist ebenfalls Schauspieler. Sie absolvierte Schauspielausbildungen an der Stockholms Elementära Teaterskola und einer Schauspielschule in New York City. 2007 debütierte sie als Theaterschauspielerin in dem unvollendeten Brecht-Stück Der Brotladen am Orion Theater.
Ihr Filmdebüt gab Vera Vitali 2008 in der schwedischen Filmkomödie Involuntary. Im deutschsprachigen Raum ist Vera Vitali als Polizistin Sara Svenhagen aus den ab 2012 im ZDF ausgestrahlten Verfilmungen des schwedischen Krimiautors Arne Dahl bekannt. 2015 wurde Vera Vitali für ihre Darbietung in Min så kallada pappa für den schwedischen Filmpreis Guldbagge in der Kategorie Beste Hauptdarstellerin nominiert.

## Filmografie (Auswahl)
- 2008: Involuntary (De ofrivilliga)
- 2010: Puss
- 2010: Cornelis
- 2011: Människor helt utan betydelse (Kurzfilm)
- 2012: Hinsehäxan
- 2012: Arne Dahl: Falsche Opfer (Upp Till toppen av berget; Filmreihe)
- 2012: Arne Dahl: Rosenrot (De största vatten; Filmreihe)
- 2012: Arne Dahl: Tiefer Schmerz (Europa Blues; Filmreihe)
- 2013: Dag (Fernsehserie)
- 2013: Monica Z
- 2014: Blind
- 2014: Ettor & nollar (Miniserie)
- 2014: Min så kallada pappa
- 2015: Arne Dahl: Ungeschoren (En midsommarnattsdröm, Filmreihe)
- 2015: Arne Dahl: Totenmesse (Dödsmässa, Filmreihe)
- 2015: Arne Dahl: Dunkelziffer (Mörkertal, Filmreihe)
- 2016: Brimstone
- 2017–2021: Die Patchworkfamilie (Bonusfamiljen; Fernsehserie)
- 2018: Thilda & die beste Band der Welt
- 2018: X&Y
- 2018: Conspiracy of Silence (Fernsehserie)
- 2019: Britt-Marie war hier (Britt-Marie var här)
- 2020: White Wall (Fernsehserie)
- 2020: Orca
- 2022: Länge leve bonusfamiljen
- 2024: Ronja Räubertochter (Ronja Rövardotter, Fernsehserie)